# Lecsmér
Lecsmér település Romániában, Szilágy megyében.

## Fekvése
Szilágysomlyótól nyugatra, a Berettyó közelében, Somály, Porc, Kémer és Ipp közt fekvő település.

## Története
Lecsmér nevét 1213-ban említették először az oklevelek Nezmer néven. 
1318-ban Lechmer, 1423-ban Oláh Lehymer, 1460-ban Lethmer, 1652-ben Lecmer néven írták.
1213-ban Kügy mostoha testvérének Herbortnak adja birtoka Bályok nevű földön fekvő részének Nezmer felé néző felét.
1318-ban Jakab a Szent István eklézsia konventjének prépostja és váradi jegyző levele szerint Lechmeri Jakab fia Péter Kencsei Mór fiának, Miklósnak tartozékaival együtt eladott  három házhelyet 15 márkáért.
1410-ben a Kusalyi Jakcsokat iktatták be a lechmeri birtokba.
1523-ban Keresztúri Bernát elcseréli többek között lecsméri birtokát Borzási György gyerekei és pankotai birtokaiért.
1523-ban Kémeri Mihály cserébe adta itteni birtokát minden javaival együtt Losonczi Bánffy Miklósnak és örököseinek magyarkaznacsi és zoványi részbirtokért 
és két jobbágyházhelyért, de mivel ezek Lecsmérrel fel nem értek, Bánffy fizetett még Kémerinek 400 forintot aranyban.
1533-ban Lecsmér és tartozékainak egy évi tizedét Báthory Istvánnak adományozta Statilius erdélyi püspök.
1598-ban  Nagyfalusi Bánffy Tamás végrendelkezett lecsméri birtokáról.
1646-ban Ippi Kátai István halála után örökös nélkül maradt itteni birtokba Váradi Virginás Istvánt iktatták be.
Az 1700-as évek közepe után Lecsmér is egyike volt azoknak a javaknak, melyek Pándi Erzsébetre és bátyjára, Lászlóra szálltak.
Az 1806-os összeíráskor Lecsmérről többek között összeírták a báró Bánffy, Kolumbán, Szombatfalvi, Guti, Gyulai, Víg, Kónya, Virág, Nagy, Goris, Erdőteleki, Farnas, Veres, Bölöni, Láposi, Bideskúti, Fogarasi, Décsei, Almási, Uza, Czikó, Bihari, Bertalan birtokos nemes családokat, összesen 28-at.
1847-ben 320 lakosa volt, 1910-ben pedig 474 lakost számoltak itt össze, melyből 383 volt a magyar, 91 román volt.

## Nevezetességek
- Református temploma a 18. század elején épült.
- A falu fölött, domboldalba vájt gádoros pincék találhatóak.